# Estrella de Nanchang

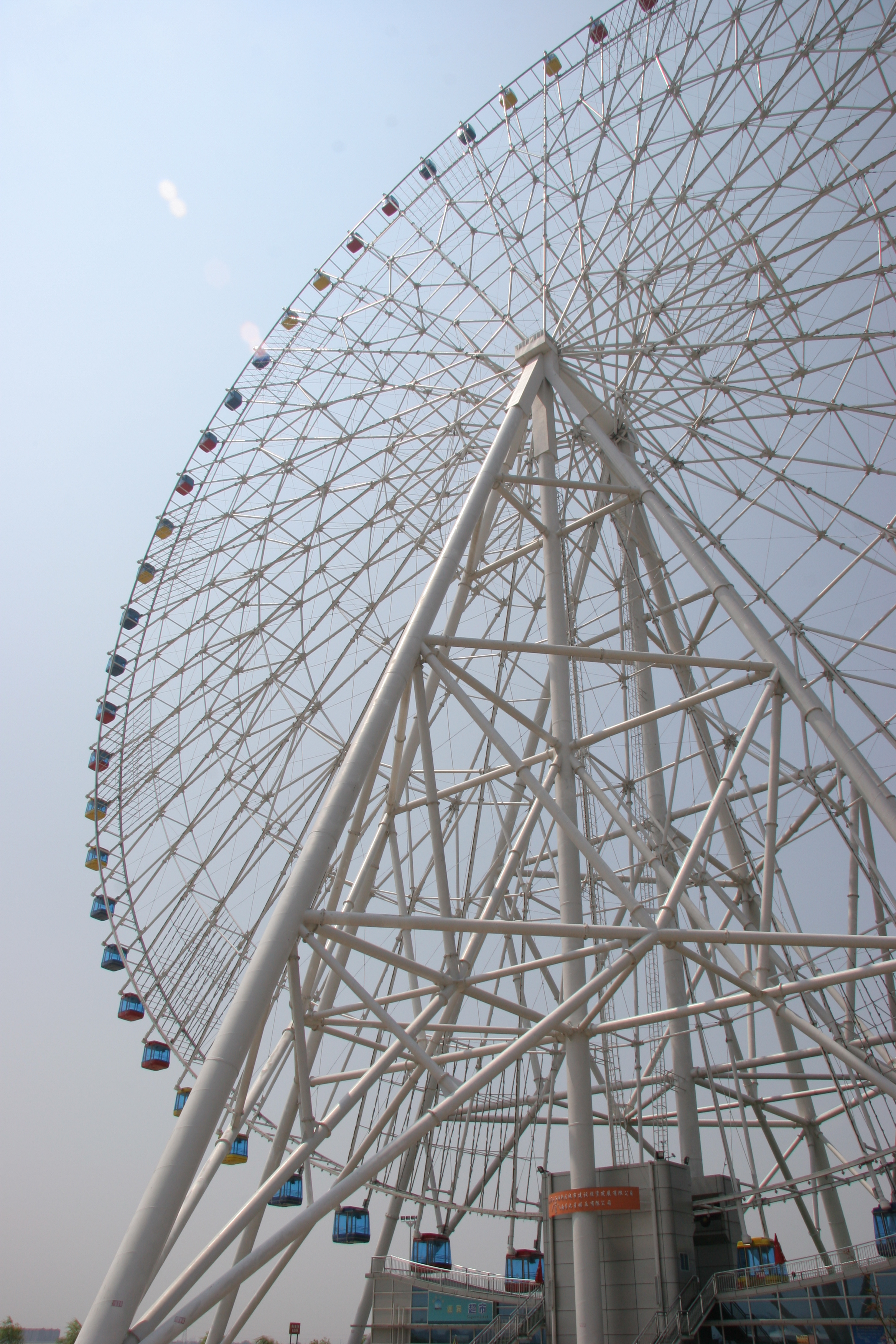
La Estrella de Nanchang.

La Estrella de Nanchang (en chino simplificado, 南昌之星) es una noria-mirador de 160 metros de altura emplazada en la ciudad de Nanchang, capital de la provincia de Jiangxi, en la parte este de China. Abierta comercialmente en mayo de 2006, su construcción costó 57 millones de yuanes, unos 5,53 millones de euros. Los billetes para la rueda de la fortuna cuestan 50 yuanes, algo menos de 5 euros
La Estrella de Nanchang tiene sesenta cabinas climatizadas que pueden alojar hasta siete personas, lo que hace un máximo de 420 pasajeros. Cada rotación de la rueda de la fortuna dura aproximadamente treinta minutos, por lo que su lento movimiento permite que los pasajeros bajen y suban de las cabinas sin necesidad de parar la rueda de la fortuna. Esta superó en altura al London Eye, pero el 11 de febrero de 2008, fecha en la que abrió el Singapore Flyer, de 165 metros de altura, dejó de ser la rueda de la fortuna-mirador operativa más grande del mundo. Aun así, el Singapore Flyer será sobrepasado cuando esté finalizada la Gran rueda de Beijing, planeada con una altura de 208 metros y con posibilidad de albergar hasta 1920 pasajeros.